# Привано (Удине)
Привано је насеље у Италији у округу Удине, региону Фурланија-Јулијска крајина.
Према процени из 2011. у насељу је живело 490 становника. Насеље се налази на надморској висини од 17 м.